# Paper'd Up
Paper'd Up é uma canção do rapper estadunidense Snoop Dogg, lançada para seu sexto álbum de estúdio Paid tha Cost to Be da Boss. A faixa foi composta pelo próprio interprete, e produzida por Fredwreck, tendo as participações vocais de Kokane e Traci Nelson.

## Faixas
| Lado A |                                                     |         |  |
| N.º    | Título                                              | Duração |  |
| 1.     | "From tha Chuuuch to da Palace" (Edição das rádios) | 3:51    |  |
| 2.     | "From tha Chuuuch to da Palace" (Instrumental)      | 4:33    |  |
| 3.     | "From tha Chuuuch to da Palace" (Versão do álbum)   | 4:40    |  |

| Lado B |                                                            |         |  |
| N.º    | Título                                                     | Duração |  |
| 1.     | "Paper'd Up" (Versão do álbum) {com Kokane & Traci Nelson) | 4:25    |  |
| 2.     | "Paper'd Up" (Instrumental) (com Traci Nelson)             | 4:25    |  |

## Desempenho nas paradas
| Paradas (2002)        | Melhor posição |
| --------------------- | -------------- |
| França (SNEP)         | 58             |
| Japão (Tokio Hot 100) | 76             |